# Шевченко (Ульяновская область)
Шевченко — посёлок Радищевского района, административный центр Ореховского сельского поселения.

## География
Находится на расстоянии примерно 19 километров по прямой на востоко-северо-восток от районного центра — посёлка Радищево.

## История
Посёлок был основан в 1911 году переселенцами из Полтавской губернии под названием Богоявленский. Переименован в честь писателя Тараса Шевченко в 1943 году при передаче района в состав Ульяновской области. 

## Население
Население составляло 202 человек в 2002 году (русские 52 %), 164 по переписи 2010 года.